# 納帕利特湖
7°52′06″N 124°47′07″E / 7.8683333°N 124.7852778°E
納帕利特湖是菲律賓的湖泊，位於棉蘭老島中部，由布基農省負責管轄，長1.75公里、寬0.33公里，面積0.35平方公里，海拔高度1,041米，湖岸線長度4.7公里。

## 外部連結
- The Kalatungan Mountain Range (retrieved: 15 April 2009)